# 灰胸穴䳍
灰胸穴䳍（学名：Crypturellus boucardi）是䳍科穴䳍屬的一种鸟类。

## 特征
灰胸穴䳍体重约435.62克，翼长约165毫米，嘴峰长约28.9毫米，喙宽度约5.2毫米，喙厚度约4.8毫米，跗蹠长约50毫米，尾长约49.2毫米。灰胸穴䳍在其分布区内为留鸟，其栖息在密集的高大的树木组成的森林中。食性为草食性。

## 亚种
- ：分布于墨西哥东南部至洪都拉斯西北部的海湾-加勒比海低地。
- ：分布于洪都拉斯的加勒比海地区到哥斯达黎加北部。[4]